# (2066) Palala
(2066) Palala (1934 LB) – planetoida z pasa głównego asteroid okrążająca Słońce w ciągu 3,71 lat w średniej odległości 2,39 au. Odkryta 4 czerwca 1934 roku.